# New London (Missouri)
New London település az Amerikai Egyesült Államok Missouri államában, Ralls megyében, melynek megyeszékhelye is. Lakosainak száma 943 fő (2020. április 1.).

## Népesség
A település népességének változása:

| 2010 | 974 |
| 2020 | 943 |